# Прадерова скала
Прадерова скала или Прадерова класификација је скала која сврстава интерсексуалност у пет типова. Скала је добила назив по швајцарском ендокринологу Андреа Прадеру.

## Типови
- Тип 1: Стидница нормалног изгледа са хипертофилном Дражицом.[2]
- Тип 2: Велики отвор вестибуле у облику левка на дну клиториса. Велике усне су раздвојене или комлетно затворене.
- Тип 3: Увећан клиторис са јединим отворим у којем полазе уретра и вагина. Велике усне су комлетно затворене.
- Тип 4: Дечачки изглед са хипопластичним и често углатим пенисом. Перинеална хипоплазија, једнокраки отвор уретралног изгледа који се отвара на доњој страни, што одговара урогениталном синусу у коме се хипопластична вагина додирује неколико центиметара од уринарног месуса.
- Тип 4 бис: Вагина нема никакву комуникацију са синусом и због тога се не може урадити генетографија.
- Тип 5: Аспекат неспуштених тестиса. Вагина се отвара у горњем делу уретре.
- Тип 5 бис: Вагина не комуницира са уретром.